# 劉子孟
劉子孟（459年—466年10月25日），字孝光，刘宋皇子，宋孝武帝劉駿第十六子，母為杨婕妤。
大明七年八月乙丑（463年8月25日），封淮南王，食邑二千户。改豫州的南梁郡为淮南国，将南豫州的淮南郡并入宣城郡，第二年复旧。景和元年（465年），任冠军将军、南琅邪、彭城二郡太守。泰始元年十二月，刘彧即位。泰始二年（466年），改封安成王。
泰始二年十月乙卯（466年10月25日），劉子孟与松滋县侯劉子房、永嘉王劉子仁、始安王劉子真、南平王劉子产、庐陵王劉子舆一并被赐死。